# おにいさん
おにいさん（御兄さん）とは通常は日本語で、傍系2親等の年長の男性すなわち兄に当たる男性に対する彼の弟や妹から彼に呼びかける際の最も一般的な呼称である。

## 解説
この場合は「お兄さん」（場合によっては、親しみをこめて「おにいちゃん」「にいさん」「あんちゃん」「にーに」と呼ぶこともある）と表記するのが適切と思われる。なお、年少者である弟に対しては対になる呼称はない（これは妹に対しても同様）。また、親が年長の男性の子供に対して、彼にとって弟や妹になりかわったように呼びかける場合に用いる。姻族であると血族であるとに限らず、弟妹、義弟、義妹からの呼称であると同時に一人称として用いる。
このほか、おおむね小学校高学年から30歳代までの男性を指す一般語として用いられる。しかしそれ以上の年代であっても容姿や性格が若いと用いられる場合があり明確な定義はない。子供が若い男性に対して呼びかける時だけでなく、成人や老人が青年に向かって「そこのお兄さん」と呼ぶ場合もあり、曖昧な定義下の漠然とした「子供ではない男性」を総称することも多い。

## 親戚に対する呼称
稀ながら「おにいさん」と言う呼び方は、自分の兄に当たる男性以外にも年長の若い男性を指して呼ぶ一般語としても用する。
1. 義兄 - 配偶者の兄や姉婿が若い男性の場合
2. 義弟 - 配偶者の弟や妹婿が自分より年長の場合
3. 伯父 - 若い男性の場合（伯母婿も同様）
4. 叔父 - 若い男性及び自分と年齢が近い場合（叔母婿も同様）
5. いとこ - 自分より年長の男性の場合（従兄）
6. はとこ - 自分より年長の男性の場合（再従兄）